# Батыршин, Рафаэль Алиевич
Рафаэль Алиевич Батыршин (26 августа 1986, Москва) — российский хоккеист, защитник. Брат Руслана Батыршина. Мастер спорта России (2024).

## Карьера
Воспитанник «Динамо» Москва. В 17 лет дебютировал во второй команде «Крылья Советов», по ходу сезона девять раз привлекался к основному составу, выступавшему во второй российской лиге. На протяжении последующих четырёх лет был основным защитником первой команды. Всего за «Крылья Советов» провел 139 матчей, в которых набрал 11 очков (2+9), за вторую команду на счету Батыршина 80 игр и 18 очков (4+14). В конце сезона 2007/08 перебрался в клуб «Рязань», сыграл 14 матчей. Сезон начал в МХК «Крылья Советов». Провел 70 игр и набрал 20 очков (7+13).
Осенью 2009 года дебютировал в КХЛ в составе чеховского «Витязя», выступал два сезона, сыграл 95 матчей, набрав 16 очков (5+11). Летом 2011 года перешёл в подмосковный «Атлант», сыграл 33 матча, набрал 8 очков (2+6). 
13 января 2012 года был обменян в новосибирскую «Сибирь» на Вячеслава Белова. 
Сезон 2012/13 начал в «Сибири», провел одну игру. Далее вновь был обменян в «Атлант» и провел там два сезона 2012/13 — 2013/14 основым защитником. 
Следующие два сезона 2014/15 — 2015/16 отыграл в «Металлурге» г. Магнитогорск.
В сезоне 2015/16 завоевал Кубок Гагарина.
12 мая 2016 года перешёл в казанский «Ак Барс». В сезоне 2017/18 вновь завоевал Кубок Гагарина в составе казанского «Ак Барса».
В сезоне 2019/20 перешёл в «Автомобилист» г. Екатеринбург.  Сезон 2020/21 провёл в ХК «Сочи». В 2022/23 играл в ХК «Амур».

## Достижения
- Обладатель Кубка Гагарина 2016
- Бронзовый призёр 2017, «Ак Барс»
- Обладатель Кубка Гагарина 2018, «Ак Барс»
- Награждён государственной наградой Республики Татарстан «Орденом за заслуги в области физической культуры и спорта»

Двухкратный чемпион России 2016 г. в составе магнитогорского «Металлурга» и в 2018 г. в составе казанского «Ак Барса».